# 八東町
八東町（はっとうちょう）は、かつて鳥取県の東部に位置した町である。八頭郡に属した。
2005年（平成17年）3月31日に合併により八頭町となっている。

## 歴史
- 1959年（昭和34年）5月15日 - 八頭村・丹比村が合併して八東町が発足。
- 2005年（平成17年）3月31日 - 郡家町・船岡町と合併して八頭町が発足[1]。同日八東町廃止。

## 概要
旧八東町役場は現在、八頭町役場八東庁舎となっている。

### 姉妹都市
- 横城郡 - 韓国
  - 1997年9月4日、友好都市協定締結

### 教育
下記の教育機関は2019年現在、統廃合により、2015年に八東中学校は中央中学校と船岡中学校と統合して八頭町立八頭中学校となり、2017年に下記の小学校3校が統合され、八頭町立八東小学校となっている。
小学校
- 八東町立八東小学校
- 八東町立丹比小学校
- 八東町立安部小学校

中学校
- 八東町立八東中学校

## 交通

### 鉄道
- 若桜鉄道若桜線：安部駅 - 八東駅 - 徳丸駅 - 丹比駅
  - 中心となる駅：丹比駅

### 道路
一般国道
- 国道29号
- 国道482号

県道
- 鳥取県道6号津山智頭八東線
- 鳥取県道37号岩美八東線
- 鳥取県道270号徳丸富枝線